# مجلة اللغة وعلم النفس الاجتماعي
مجلة اللغة وعلم النفس الاجتماعي، هي مجلة أكاديمية محكمة تخضع لمراجعة الاقران وتنشر مقالات في مجال الاتصال وعلم النفس. محرر المجلة هو هوارد جايلز (جامعة كاليفورنيا سانتا باربرا). استمر نشرها منذ عام 1982 ويتم نشرها حاليًا بواسطة منشورات سايدجز.

## نطاق
خصصت مجلة اللغة وعلم النفس الاجتماعي لجانب علم النفس الاجتماعي للغة. تنشر المجلة تقارير عن الابحاث والنظريات في مفترق الطرق للغة والعقل والمجتمع. تقدم مجلة اللغة وعلم النفس الاجتماعي مقالات من مجموعة من التخصصات بما في ذلك علم اللغة والعلوم المعرفية والأنثروبولوجيا مع التركيز على الدراسات الكمية والتجريبية والنظرية الوضعية.

## التلخيص والفهرسة
مجلة علم النفس اللغوي والاجتماعي هي مجلة ملخصة ومفهرسة في سكوبوس، وفهرس الاستشهاد في العلوم الاجتماعية، من ضمن عدة قواعد بيانات أخرى. وفقًا لتقارير تقارير الاستشهاد بالمجلات الاكاديمية، فإن عامل التأثير لعام 2017 هو 1.233، مما يجعلها تحتل المرتبة السادسة والاربعون من أصل أربعة وستون مجلة في فئة `` علم النفس، اجتماعي ''. والتاسعة والخمسون من أصل مئة وواحد وثمانون مجلة في فئة «علم اللغة». وخمسة واربعون من أصل أربعة وثمانون مجلة في فئة «الاتصالات».

## روابط خارجية
- الموقع الرسمي